# Antiphrisson fossilis
Antiphrisson fossilis är en tvåvingeart som beskrevs av Pavel Lehr 1986. Antiphrisson fossilis ingår i släktet Antiphrisson och familjen rovflugor.
Artens utbredningsområde är Mongoliet. Inga underarter finns listade i Catalogue of Life.